# Сарецано
Сарецано (итал. Sarezzano) је насеље у Италији у округу Алесандрија, региону Пијемонт.
Према процени из 2011. у насељу је живело 554 становника. Насеље се налази на надморској висини од 240 м.

## Становништво
| 1931. | 1936. | 1951. | 1961. | 1971. | 1981. | 1991. | 2001. | 2011. |
| ----- | ----- | ----- | ----- | ----- | ----- | ----- | ----- | ----- |
| 1.643 | 1.604 | 1.538 | 1.450 | 1.215 | 1.099 | 1.086 | 1.156 | 1.193 |